# Six symphonies opus 35 de Luigi Boccherini
Pour un article plus général, voir Symphonies de Boccherini.
Les six symphonies opus 35 de Luigi Boccherini datent de 1782 et sont dédiées à Don Luis de Bourbon.

## Discographie
Intégrales
- Symphonies op. 35 – Philharmonie de Bologne, dir. Angelo Ephrikian (1971, LP Arcophon / Teldec / 3 CD Newton Classics) (OCLC 1115703351 et 230770585), (OCLC 777374859)
- Symphonies op. 35 – Deutsche Kammerakademie Neuss, dir. Johannes Goritzki (1990/avril 1991, CPO 999 175-2/999 176-2 / 999 173-2) vol. 5 et 6 : (OCLC 916467463 et 827943833), intégrale des symphonies de Boccherini : (OCLC 811333552)
- Symphonies op. 35 – London Festival Orchestra, dir. Ross Pople (1994, Hyperion)

Sélection
- The Symphonie in Europe 1785 : Symphonie op. 35, no 6 [G.514] - European Community Chamber Orchestra, dir. Jörg Faerber (27-28 novembre 1984, Hyperion CDA 66156)
- Symphonies op. 35, nos 3, 6 [G.511, 514] – Ensemble Cantilena, dir. Adrian Shepherd (1987, Chandos CHAN 8414/15)
- Casa del diavolo : Symphonie op. 35, no 4 [G.512] – Ensemble 415, dir. Clara Banchini (1988, HM)
- Symphonie op. 35, no 1 [G.509] – Accademia Strumentale Italiana, dir. Giorgio Bernasconi (1990, Koch)[1]
- Symphonies op. 35, nos 2, 4, 5 [G.510, 512, 513] – Accademia Strumentale Italiana, dir. Giorgio Bernasconi (7/11 mars 1990, Koch/Europa Musica 350 222 / Arts 47108-2)[2] (OCLC 1116152620 et 890602136)
- Symphonie op. 35, no 4 [G.512] – Academy of Ancient Music, dir. Christopher Hogwood (septembre 1992, L'Oiseau-Lyre)
- Symphonie op. 35, no 5 [G.513] – Akademie für Alte Musik Berlin (1996, HM)